# Evangelisch-reformierte Kirche Brake

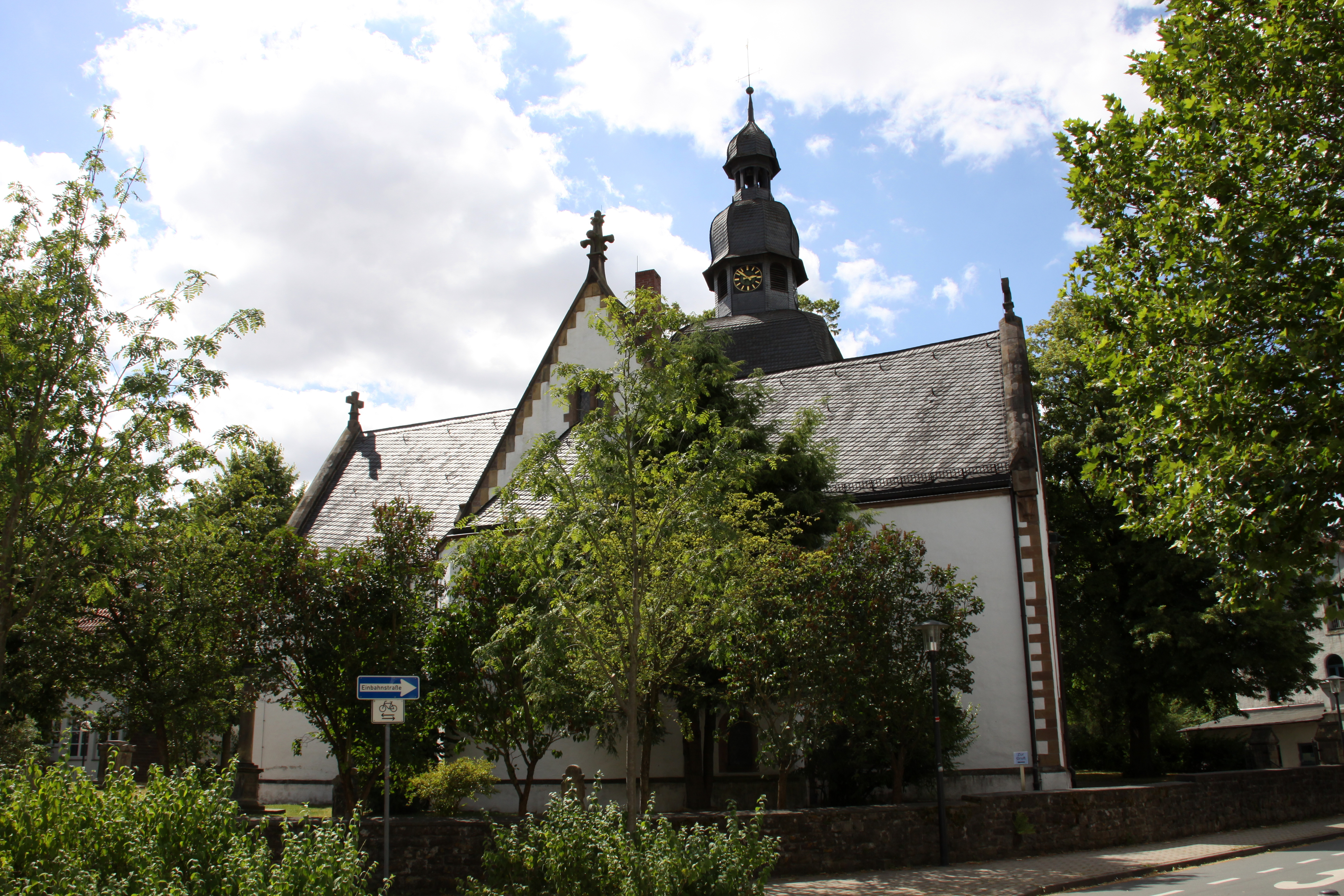
Evangelisch-reformierte Kirche in Lemgo-Brake

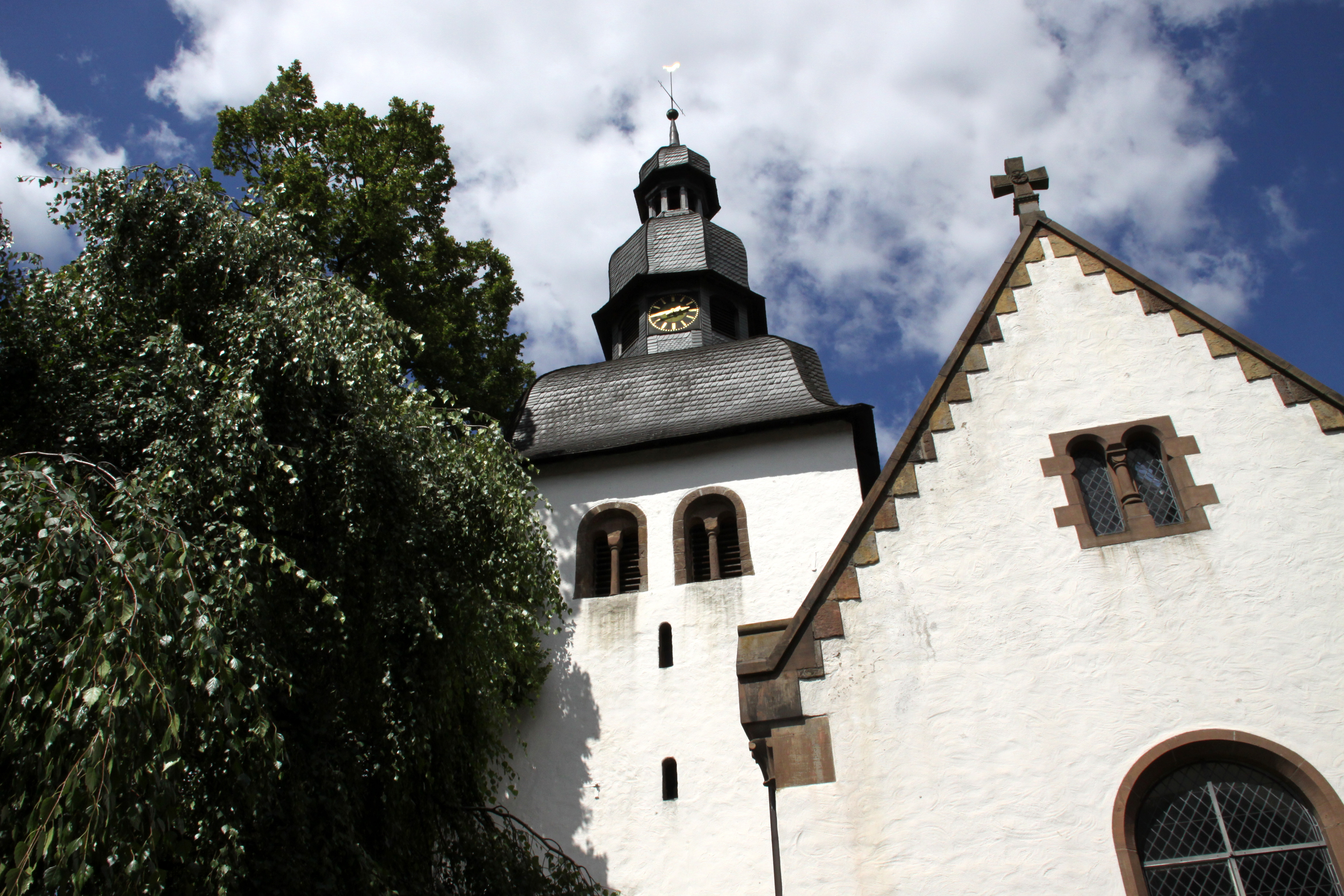
Evangelisch-reformierte Kirche in Lemgo-Brake

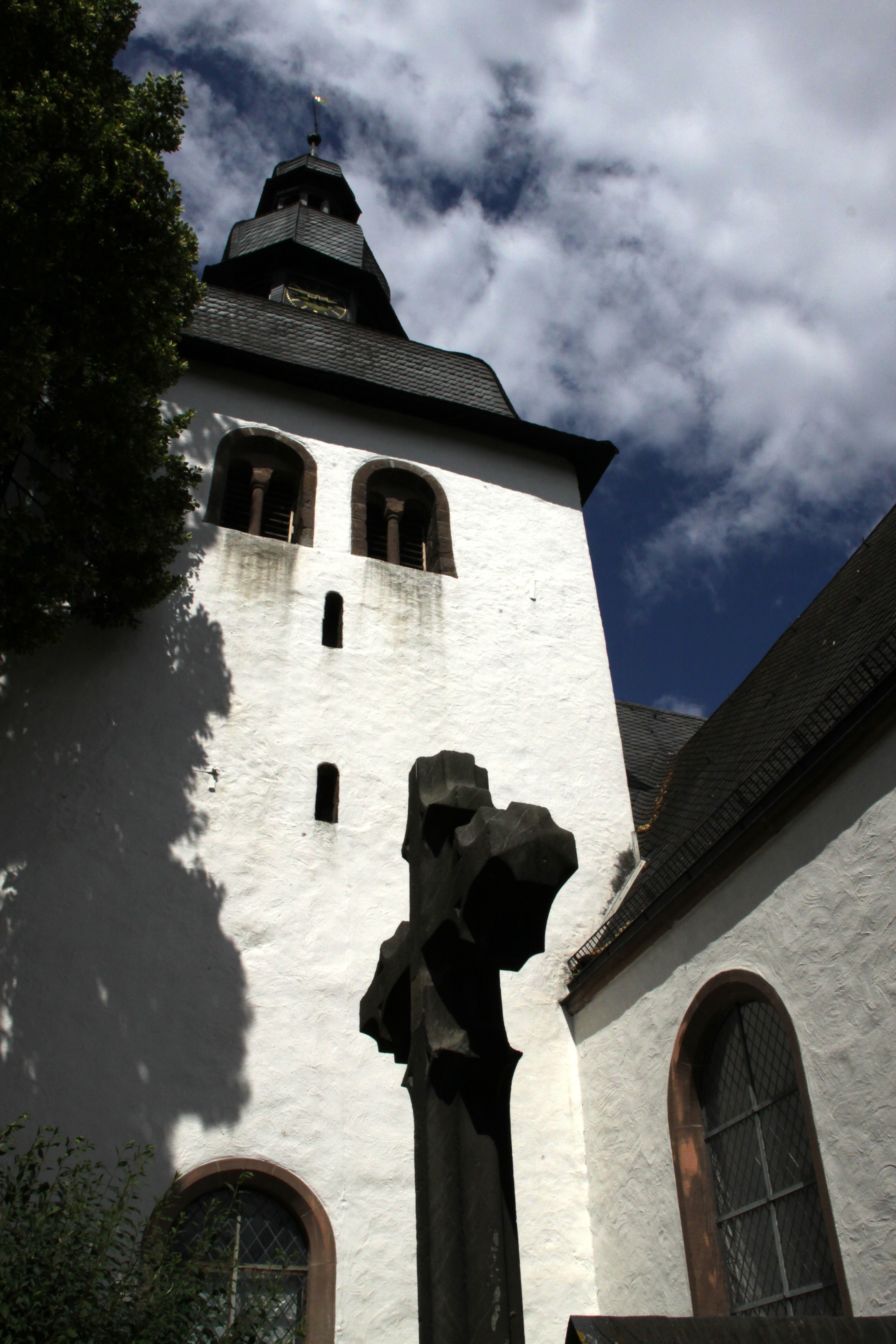
Kirchturm, im Vordergrund ein altes Grabkreuz

Die Evangelisch-reformierte Kirche ist ein denkmalgeschütztes Kirchengebäude in Brake, einem Stadtteil von Lemgo im Kreis Lippe (Nordrhein-Westfalen).

## Geschichte und Architektur
Die Kirche war ursprünglich dem Patrozinium des hl. Nikolaus unterstellt. Der im Kern zweijochige Saalbau mit Westturm wurde Ende des 12. Jahrhunderts errichtet und danach schrittweise zur dreischiffigen Halle mit Quergiebeln erweitert. Das Nordschiff wurde 1660 angebaut und 1896 wurden nach Verfall das Südschiff und die Chorapsis angefügt. Gleichzeitig wurde der gesamte Bau in neuromanischen Formen übergangen. Eine umfassende Renovierung wurde 1977/78 durchgeführt.
Der Bruchsteinbau mit Werksteingliederung ist verputzt. Die Schallarkaden im Turm sind mit Würfelkapitellen verziert, die barocke Schweifhaube und die Laterne wurden 1896 erneuert. Der einheitliche Hallenraum mit rundbogigen Scheidbögen und kuppeligen Gewölben wirkt gedrückt. Der Innenraum wird durch große Rundbogenfenster belichtet.

## Ausstattung
Die Wappensteine für Graf Kasimir zur Lippe und seiner Mutter Margarete von Nassau, auf der Südseite, sind mit 1660 bezeichnet.
Das Steinepitaph für Graf August zu Lippe-Brake († 19. Juni 1701), Landkomtur der Ballei Hessen des Deutschen Ordens und Hessen-Kasseler Generalfeldmarschall,  ist eine bedeutende Arbeit des Frankfurter Bildhauers Johann Bernhard Schwarzeburger. Der Graf wird als Ganzfigur in der Pose eines Feldherren dargestellt.
Das feingearbeitete Hängeepitaph für den Rat und Oberamtmann Bernhard Lampe (1652–1703) aus Sandstein ist reich gerahmt. Die Arbeit vom Anfang des 18. Jahrhunderts zeigt die Auferweckung des Lazarus.
In der Gruft der lippischen Grafen steht unter anderem der geschmückte Zinnsarg für den Grafen Moritz zu Lippe-Brake († 1666).
Eine Glocke wurde im 14. Jahrhundert gegossen; sie wurde auf den Ton g -1 gestimmt.